# Sonate K. 243
La sonate K. 243 (F.191/L.353) en ut majeur est une œuvre pour clavier du compositeur italien Domenico Scarlatti.

## Présentation
La sonate K. 243, en ut majeur, notée Allegro, forme une paire avec la sonate précédente.

## Manuscrits
Le manuscrit principal est le numéro 8 du volume IV (Ms. 9775) de Venise (1753), copié pour Maria Barbara ; l'autre est Parme V 26 (Ms. A. G. 31410), copié en 1752. La sonate figure à Saragosse (E-Zac), source 3 (1750-1751), source 2, ms. B-2 Ms. 31, fos 111v-113r, no 56 (1751–1752).

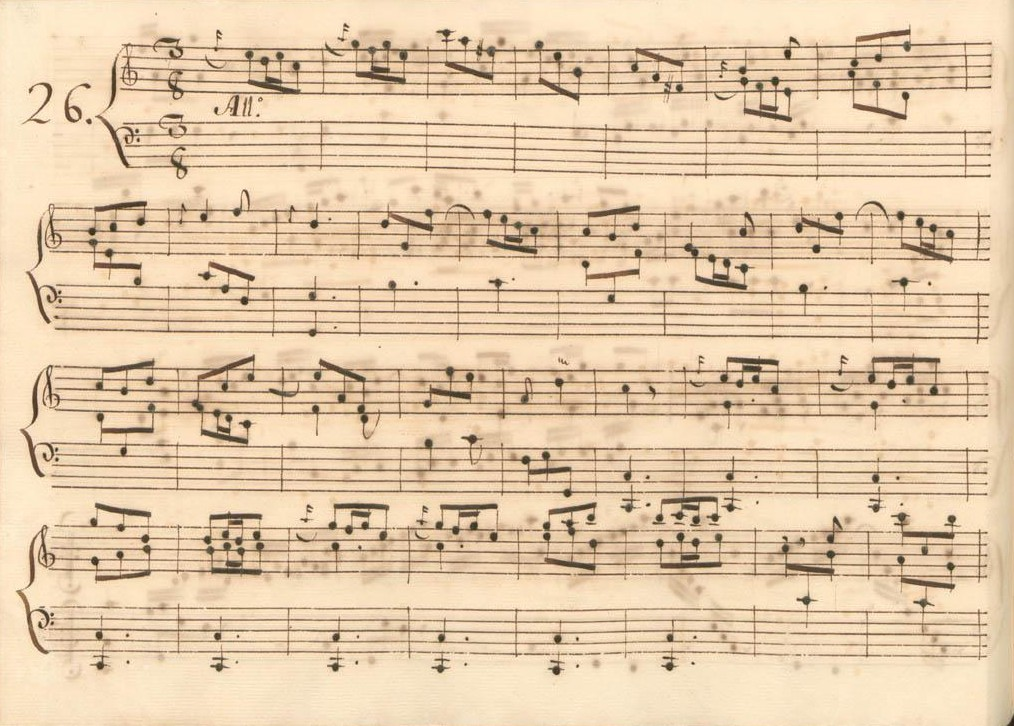
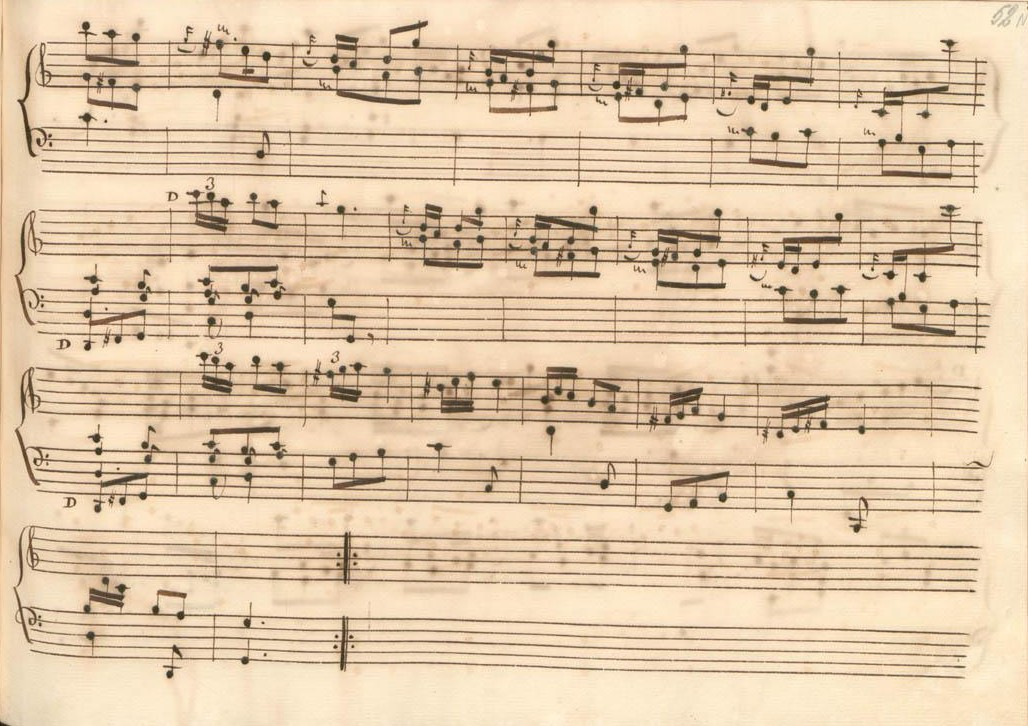
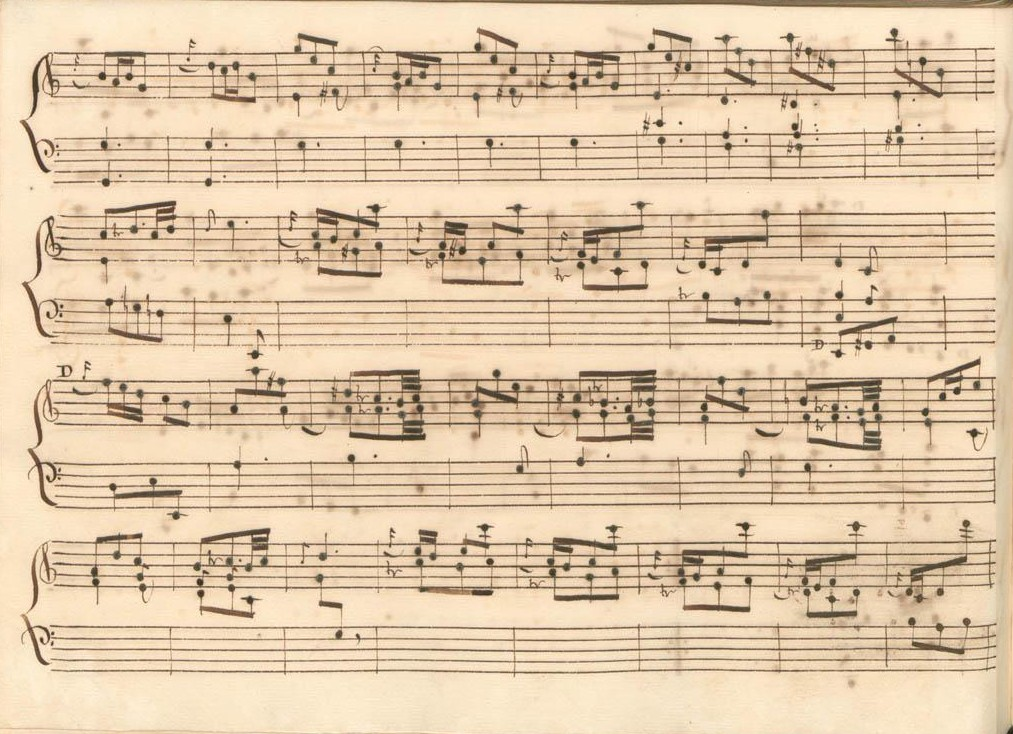
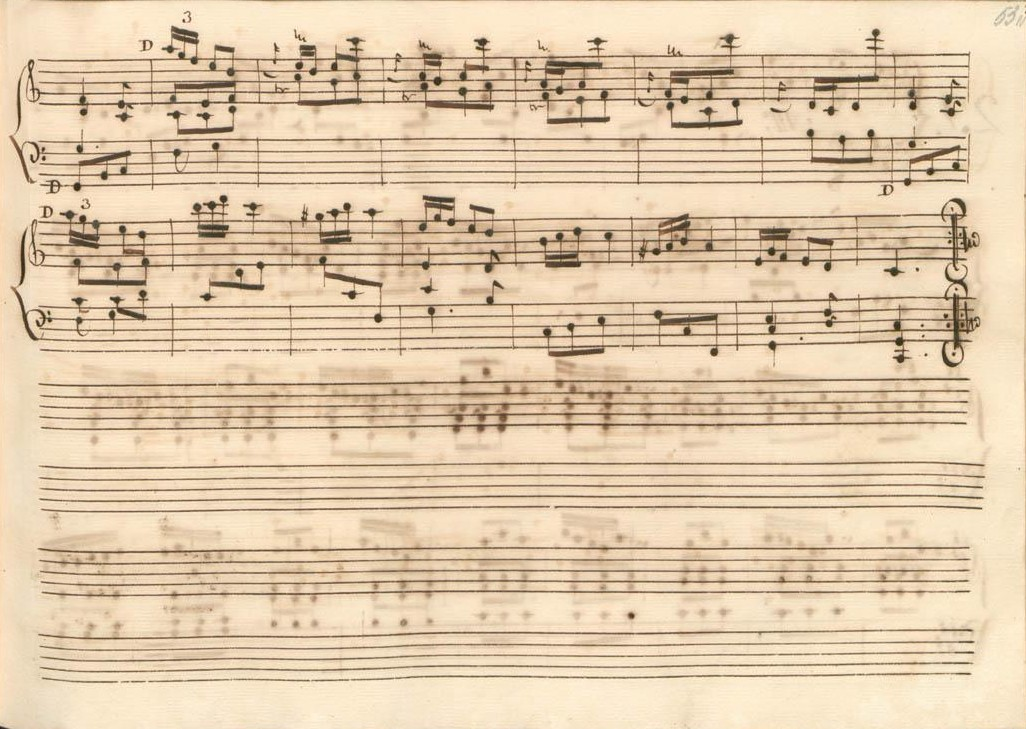

## Interprètes
La sonate K. 243 est défendue au piano, notamment par Carlo Grante (2009, Music & Arts, vol. 2) et Pascal Pascaleff (2020, Naxos, vol. 25) ; au clavecin, elle est jouée par Scott Ross (1985, Erato), Richard Lester (2002, Nimbus, vol. 2), Pieter-Jan Belder (Brilliant Classics, vol. 6) et Francesco Corti (nl) (2024, Arcana).

## Sources
: document utilisé comme source pour la rédaction de cet article.
- Ralph Kirkpatrick (trad. de l'anglais par Dennis Collins), Domenico Scarlatti, Paris, Lattès, coll. « Musique et Musiciens », 1982 (1re éd. 1953 (en)), 493 p. (ISBN 978-2-7096-0118-4, OCLC 954954205, BNF 34689181).
- Alain de Chambure, « Domenico Scarlatti, Intégrale des sonates — Scott Ross », Erato/Éditions Costallat (2564-62092-2 (livret : 2292-45309-2)), 1985 (OCLC 891183737) .